# Sylvester (Georgia)
Sylvester település az Amerikai Egyesült Államok Georgia államában, Worth megyében, melynek megyeszékhelye is. Lakosainak száma 5644 fő (2020. április 1.).

## Népesség
A település népességének változása:

| 2010 | 6 188 |
| 2020 | 5 644 |